# Aeropuerto Internacional de Sherbro
El Aeropuerto Internacional de Sherbro (IATA: BTE, OACI: GFBN) es un aeropuerto internacional recién construido y ubicado en la Isla Sherbro, Sierra Leona. Es uno de los dos mayores aeropuertos de Sierra Leona. El aeropuerto está gestionado por la Dirección de Aeropuertos de Sierra Leona.

## Aerolíneas
Actualmente, el aeropuerto internacional de Sherbro no cuenta con servicios regulares.

### Charter
| Aerolíneas | Destinos          |
| ---------- | ----------------- |
| Eagle Air  | Freetown-Hastings |